# Impatiens lokohensis
Impatiens lokohensis är en balsaminväxtart som beskrevs av Jean-Henri Humbert och H. Perrier. Impatiens lokohensis ingår i släktet balsaminer, och familjen balsaminväxter. Inga underarter finns listade i Catalogue of Life.